# Alles nur nach Gottes Willen
Alles nur nach Gottes Willen (BWV 72) ist eine Kirchenkantate von Johann Sebastian Bach. Er komponierte sie 1726 in Leipzig für den dritten Sonntag nach Epiphanias, den 27. Januar 1726. Bach benutzte später den Eingangschor für das Gloria seiner Messe in g-Moll, BWV 235.

## Entstehung und Worte
Bach schrieb die Kantate 1726 in seinem dritten Kantatenzyklus in Leipzig für den 3. Sonntag nach Epiphanias, den 27. Januar 1726. Die vorgeschriebenen Lesungen sind Röm 12,17–21 , der Aufruf, das Böse durch Gutes zu überwinden, und Mt 8,1–13 , die Heilung eines Aussätzigen. Der Kantatentext wurde bereits 1715 von Salomon Franck in Weimar in Evangelisches Andachts-Opffer veröffentlicht. Bach vertonte ihn erst in Leipzig, ähnlich wie die Kantate Ihr, die ihr euch von Christo nennet. Der abschließende Choral Was mein Gott will, das g’scheh allzeit wurde von Albrecht von Preußen 1547 geschrieben. Die Melodie von Claudin de Sermisy erschien zuerst 1528 in der Liedersammlung Trente et quatre chansons. Bach hatte den Choral ein Jahr zuvor seiner Choralkantate Was mein Gott will, das g’scheh allzeit, BWV 111, für denselben Sonntag zugrunde gelegt.
Bach arbeitete den Eingangschor später um zum Gloria seiner Messe in g-Moll, BWV 235.

## Besetzung und Aufbau
Die Kantate ist gesetzt für drei Solisten, Sopran, Alt und Bass, vierstimmigen Chor, zwei Oboen, zwei Violinen, Viola und Basso continuo.
1. Coro: Alles nur nach Gottes Willen
2. Recitativo und Arioso (Alt, Violinen): O selger Christ, der allzeit seinen Willen
3. Aria (Alt, Violinen): Mit allem, was ich hab und bin
4. Recitativo (Bass): So glaube nun
5. Aria (Sopran, Oboe, Streicher): Mein Jesus will es tun, er will dein Kreuz versüßen
6. Choral: Was mein Gott will, das g’scheh allzeit

## Musik
Obwohl Franck den ersten Satz als Arie bezeichnet hatte, vertonte Bach ihn als Chorsatz. Ein instrumentales Ritornell wird dominiert von zwei Takte langen Sechzehntelfiguren der Violinen, die gegen Ende auch vom continuo aufgegriffen werden. Die Stimmen übernehmen die Figuren auf das Wort „alles“', zuerst der Sopran, dann die anderen Takt für Takt. In einem ruhigeren Mittelteil auf die Worte „Gottes Wille soll mich stillen“ werden kanonische Imitationen der Stimmen vom Orchester begleitet. Die nächsten Worte „bei Gewölk und Sonnenschein“ werden wieder durch Figuren wie zu Beginn ausgemalt, doch in tiefer Lage beginnend. Der erste und letzte Abschnitt enden mit Choreinbau in das Ritornell.
In seiner Bearbeitung für das Gloria der Messe ließ Bach für den Gebrauch in der Liturgie das einleitende Ritornell weg. Er setzte die Worte Gloria in excelsis Deo auf den ersten Teil, Et in terra pax auf den Mittelteil und Laudamus te auf den Schlussteil.
Das erste Rezitativ beginnt secco, doch entwickelt sich zum Arioso auf die Worte „Herr, so du willt“, die neun Mal wiederholt werden, jedes Mal mit anderer Fortführung, gipfelnd in „so sterb ich nicht“.
In der folgenden Arie setzt die Singstimme unmittelbar ein, erst darauf folgt ein ungewöhnliches Ritornell, eine Fuge der Violinen und des continuo.
In der zweiten Arie mit liedhaft-tänzerischem Charakter spielen die Instrumente ein Ritornell und wiederholen es nach einer kurzen Devise: Mein Jesus will es tun, er will dein Kreuz versüßen. Im Hauptteil ist die Singstimme in das Ritornell eingebettet. Im Mittelteil wird Obgleich dein Herze liegt in viel Bekümmernissen durch Moll-Trübung ausgedrückt. Nach einem weiteren Ritornell wiederholt die Singstimme abschließend: mein Jesus will es tun.
Der Schlusschoral ist vierstimmig.

## Einspielungen
- Bach Made in Germany Vol. 1 – Cantatas III, Günther Ramin, Thomanerchor, Gewandhausorchester Leipzig, boy soloists, Hans Hauptmann, Leipzig Classics 1956
- Die Bach Kantate Vol. 24, Helmuth Rilling, Figuralchor der Gedächtniskirche Stuttgart, Bach-Collegium Stuttgart, Arleen Augér, Hildegard Laurich, Wolfgang Schöne, Hänssler 1972
- Les Grandes Cantates de J.S. Bach Vol. 29, Fritz Werner, Heinrich-Schütz-Chor Heilbronn, Württembergisches Kammerorchester Heilbronn, Ingeborg Reichelt, Barbara Scherler, Bruce Abel, Erato 1973
- J.S. Bach: Das Kantatenwerk – Sacred Cantatas Vol. 4, Nikolaus Harnoncourt, Tölzer Knabenchor, Concentus Musicus Wien, Knabensopran Wilhelm Wiedl, Paul Esswood, Ruud van der Meer, Teldec 1977
- J.S. Bach: Cantatas for the 3rd Sunday of Epiphany, John Eliot Gardiner, Monteverdi Choir, English Baroque Soloists, Joanne Lunn, Sara Mingardo, Stephen Varcoe, Archiv Produktion 2000
- J.S. Bach: Complete Cantatas Vol. 19, Ton Koopman, Amsterdam Baroque Orchestra & Choir, Sandrine Piau, Bogna Bartosz, Klaus Mertens, Antoine Marchand 2002